# Buzz Lightyear fra Star Command
Buzz Lightyear fra Star Command er en amerikansk animeret science fiction/adventure/komedie tv-serie produceret af Walt Disney Television, som i Danmark havde premiere i 2001 i Disney Sjov på DR1. Den følger spacerangeren Buzz Lightyears eventyr, der først dukkede op i filmen Toy Story som en actionfigur og en af filmens hovedpersoner.

## Karakterer

### Star Command

#### Team Lightyear
- Kaptajn Buzz Lightyear (stemmelagt af Tim Allen i Eventyret Begynder, Patrick Warburton i serien og Johan Vinde på dansk): Den kendte "Space Ranger" kendt for sit heltemod og tapperhed.
- Princesse Mira Nova (stemmelagt af Nicole Sullivan).
- Booster Sinclair Munchapper (stemmelagt af Stephen Furst og på dansk Tom Jensen).
- XR (stemmelagt af Larry Miller og Neil Flynn og på dansk Christian Damsgaard): En lille robot med mange pop-out-dimser (ligesom R2-D2 i Star Wars-serien).

### Skurke
- Den Onde Kejser Zurg (stemmelagt af Wayne Knight og Thomas Mørk på dansk): Hovedskurk i serien. Han hersker over et imperium på Planet Z, og ønsker at herske over hele galaksen. De fleste af hans håndlangere er robotter. Selvom han ofte bryder alvoren af sine ellers rent onde hensigter, er Zurg bredt betragtes som den mest onde person i galaksen, især af de andre skurke.

## Danske Stemmer
- Buzz Lightyearː Johan Vinde
- Mira Novaː Anne O. Pagh
- XRː Christian Damsgaard
- Boosterː Tom Jensen
- Kejser Zurgː Thomas Mørk
- Kommandør Nebulaː Peter Zhelder
- Warp Darkmatter, Agent Zː Kristian Boland

### Øvrige Stemmer
- Anders Bircow
- Ann Hjort
- Amalie Ihle Alstrup
- Andreas Jessen
- Annevig Schelde Ebbe
- Jens Jacob Tychsen
- Jette Sievertsen
- Lars Thiesgaard
- Lasse Lunderskov
- Pauline Rehné
- Peter Aude
- Peter Røschke
- Preben Kristensen
- Søren Launbjerg
- Søren Ulrichs
- Tonny Lambert
- Torben Sekov